# 1465

## Události
- 26. listopadu – Z Plzně vyrazila více než čtyřicetičlenná diplomatická výprava Jaroslava Lva z Rožmitálu ke královským dvorům západní Evropy.
- 28. listopadu – Na sjezdu katolického panstva na zámku Zelená Hora se vytvořila Jednota zelenohorská, namířená proti českému králi.

### Probíhající události
- 1454–1466 – Třináctiletá válka
- 1455–1487 – Války růží
- 1465–1476 – Ťing-siangské povstání

## Narození
- 16. března – Kunhuta Rakouská, dcera císaře Fridricha III. Habsburského († 6. srpna 1520)
- 24. června – Isabella del Balzo, neapolská královna († 1533)
- 17. srpna – Filibert I. Savojský, savojský vévoda († 22. září 1482)
- 10. října – Selim I., osmanský sultán († 22. září 1520)
- 11. prosince – Jošihisa Ašikaga, japonský vládce († 26. dubna 1489)
- neznámé datum
  - Francisco Alvarez, portugalský kněz a cestovatel († 1541)
  - Andrea Ferrucci, italský sochař († 1526)
  - Diego Velázquez de Cuéllar, španělský conquistador a první guvernér Kuby († 1524)
  - Quentin Massys, vlámský malíř († 1530)
  - Kateřina Pomořanská, wolfenbüttelská kněžna († 1526)
  - Ayşe Sultan, osmanská princezna a dcera sultána Bajezida II. († 1515)
  - Piri Mehmed Paša, osmanský státník a velkovezír († 1532)
  - Jana Bourbonská-Vendôme, bourbonská vévodkyně († 22. ledna 1511)

## Úmrtí
- 5. ledna – Karel Orleánský, vévoda z Orléans (* 24. listopadu 1394)
- leden – Přibík z Klenové, český šlechtic
- 29. ledna – Ludvík Savojský, savojský vévoda (* 24. února 1413)
- 30. března – Isabella z Chiaromonte, neapolská královna jako manželka Ferdinanda I. (* asi 1424)
- neznámé datum – Jan Pardus z Horky a Vratkova, český táboritský hejtman

## Hlavy států
- České království – Jiří z Poděbrad
- Svatá říše římská – Fridrich III.
- Papež – Pavel II.
- Anglické království – Eduard IV.
- Dánsko – Kristián I. Dánský
- Francouzské království – Ludvík XI.
- Polské království – Kazimír IV. Jagellonský
- Uherské království – Matyáš Korvín
- Litevské knížectví – Kazimír IV. Jagellonský
- Chorvatské království – Matyáš Korvín
- Norsko – Kristián I. Dánský
- Portugalsko – Alfons V. Portugalský
- Švédsko – Karel VIII. Knutsson